# Der eindimensionale Mensch
Der eindimensionale Mensch ist eines der bekanntesten Werke des deutsch-amerikanischen Soziologen und Philosophen Herbert Marcuse. Es erschien 1964 in den USA unter dem Titel One-Dimensional Man und wurde drei Jahre später in der Übersetzung von Alfred Schmidt auch in Deutschland verlegt. Der Untertitel der deutschen Ausgabe lautet: Studien zur Ideologie der fortgeschrittenen Industriegesellschaft. Marcuse wurde mit dem Werk in den 1960er Jahren zum Mentor der deutschen Studentenbewegung.

## Inhalt
Marcuse konstatiert sowohl in der Wissenschaft als auch im öffentlichen Diskurs ein „eindimensionales“ und „positives'“ bzw. „positivistisches“ Denken. Insbesondere die Wissenschaft flüchtete sich aus Furcht vor Werturteilen oder politischer Einmischung in die Empirie und in quantitatives Denken. Grundsätzliche, qualitative Reflexion der gesellschaftlichen Probleme und Aufgabenstellungen fänden in dieser technokratischen Herrschaftswissenschaft nicht statt. Statt die Ungleichheit im Kapitalismus und die nukleare Bedrohung zu hinterfragen und zu kritisieren, würden diese Probleme nur verwaltet und somit immer neu reproduziert. Marcuse hebt in diesem Zusammenhang einen vom klassischen Marxismus noch nicht beachteten Kapitalismus-Aspekt besonders hervor: die Manipulation des Individuums, seine Instrumentalisierung durch die suggestive Kraft der Konsumwerbung. In den sowjetisch dominierten Systemen des Ostblocks sieht er keine Alternative, im Gegenteil: Sie seien nur zum Schein sozialistisch, in Wahrheit bestehe eine „negative Konvergenz“ zwischen westlichen und der östlichen Industriegesellschaften, da beide Systeme „von Herrschaft und Gleichschaltung“ geprägt seien.
Marcuse unterscheidet zwischen wahren und falschen Bedürfnissen. Allerdings könne die Frage, was wahre und falsche Bedürfnisse seien, nur von den Individuen selbst beantwortet werden, sofern sie frei von Manipulation durch Reklame und Massenkultur seien.
Der Manipulation setzt Marcuse die Negation entgegen: einerseits die Verneinung durch Kritik, andererseits die Weigerung, dieses Spiel mitzuspielen und die Suche nach dem qualitativ Anderen. Marcuse ist bezüglich der Änderung dieser Verhältnisse pessimistisch und betont die stabilisierende, affirmative Kraft des eindimensionalen Denkens.
Das oft aufgegriffene Schlagwort der Großen Verweigerung als Ausweg taucht auf den letzten Seiten auf. Viele Gruppen der 68er-Bewegung und der alternativen Szenen bezogen sich auf dieses Motiv, aber auch auf seine anderen Werke und propagierten ein Aussteigen aus dem kapitalistischen System. Marcuses Utopie liegt darin, eine befreite Gesellschaft vernunfttheoretisch und triebtheoretisch zu begründen, mindestens jedoch die Möglichkeit einer anderen freieren Gesellschaft wach zu halten. In seinem Essay Versuch über die Befreiung (1969), unter dem Arbeitstitel Jenseits des eindimensionalen Menschen geplant, entwickelte Marcuse im Anschluss an Der eindimensionale Mensch eine optimistischere Position.
In seinem 1967 vor Studenten der Freien Universität Berlin gehaltenen Vortrag: Das Ende der Utopie wird dieser Ansatz ausgeführt. In Gesellschaften mit hochentwickelten Produktivkräften besteht demnach die Möglichkeit zu einer Umwälzung, durch die Armut und Elend und entfremdete Arbeit abgeschafft werden können. Anders als Marx beschrieben hatte, kann „das Reich der Freiheit im Reich der Notwendigkeit“ erscheinen. Marcuse bezeichnet die Negation der bestehenden Gesellschaft als Voraussetzung zur Transformation menschlicher Bedürfnisse. Es bedarf einer jenseits der judäochristlichen Moral stehenden neuen Moral, die die vitalen Bedürfnisse nach Freude und nach dem Glück erfüllt und die ästhetisch-erotischen Dimensionen umfasst. Er befürwortet ein Experiment der Konvergenz von Technik und Kunst sowie von Arbeit und Spiel.
Charles Fourier habe die Differenz zwischen einer freien und einer unfreien Gesellschaft erstmals deutlich gemacht, indem er eine Gesellschaft in Aussicht stellte, „in der selbst gesellschaftlich notwendige Arbeit im Einklang mit den befreiten, eigenen Bedürfnissen der Menschen organisiert werden kann.“ In dieser Rede prägt Marcuse den Begriff vom möglichen Ende der Geschichte.
Das Werk schließt mit dem Zitat von Walter Benjamin: „Nur um der Hoffnungslosen willen ist uns die Hoffnung gegeben“.

## Rezeption
Das Buch zählt zu den Klassikern der Sozialwissenschaft. Marcuse wurde mit dem Buch vor allem in der Studentenbewegung und in der Neuen Linken rezipiert. Später kamen die Neue Sozialen Bewegungen hinzu. Das Buch ist das bekannteste Werk von Herbert Marcuse und wurde für Leserinnen und Leser häufig ein erster Zugang zur Kritischen Theorie.
Der Rätekommunist Paul Mattick veröffentlichte eine kritische Monographie über Marcuses eindimensionalen Menschen, die 1969 auf Deutsch erschien. Marcuse selbst anerkannte diese als die allein ernstzunehmende Kritik.
Der britische Philosoph Alasdair MacIntyre kritisierte am One-Dimensional Man, dass Marcuses Aussagen freischwebend bleiben, mehr suggestiv als voll verständlich, „wenngleich nicht einmal mit einiger Genauigkeit gesagt werden kann, was suggeriert wird. Die Wirkung ist beschwörend und antirational, ein eher magischer als philosophischer Gebrauch der Sprache.“
Nach Stefan Breuer habe das Buch Marcuse als Erbe und Vollender der klassischen Imperialismustheorien ausgewiesen. Wie diese habe Marcuse als Kennzeichen der Epoche die Auflösung des „Primats der Ökonomie“ durch den „Primat der Politik“ mit der Auflösung aller vermittelnden Instanzen gesehen. Aber im Unterschied zu Kautsky und Hilferding, Lenin und Bucharin habe er darin keine Politisierung der Klassenauseinandersetzungen mehr erkennen können, in der die Wirklichkeit zum revolutionären Gedanken drängt. Vielmehr sei der Kapitalismus zum reinen Herrschaftsverhältnis geworden, „aus dem es keinen Ausweg mehr gab, außer dem Willen der Beherrschten“.

## Ausgaben
- One-Dimensional Man: Studies in the Ideology of Advanced Industrial Society. Beacon Press, Boston 1964.
- Der eindimensionale Mensch. Studien zur Ideologie der fortgeschrittenen Industriegesellschaft. Übers. von Alfred Schmidt. Luchterhand, Neuwied 1967 u. ö.* 4. Aufl. Deutscher Taschenbuchverlag, dtv wissenschaft, München 2004, ISBN 3-423-34084-3
  - erneut bei: Zu Klampen Verlag, Lüneburg 2014, hrsg. von Peter-Erwin Jansen, ISBN 978-3-86674-239-0